# Laverton (Somerset)
Laverton – wieś w Anglii, w Somerset, w dystrykcie (unitary authority) Somerset, w civil parish Lullington. W 1931 roku civil parish liczyła 82 mieszkańców. Laverton jest wspomniana w Domesday Book (1086) jako Lavretone/Lavretona.